# Le Silence (film, 2021)
Pour les articles homonymes, voir Le Silence.
Pour un article plus général, voir Abus sexuels sur mineurs dans l'Église catholique au Canada.
Pour plus de détails, voir Fiche technique et Distribution.
Le Silence est un film documentaire de la réalisatrice et scénariste Renée Blanchar sorti en 2021. Il traite d'abus sexuels sur des enfants par des prêtres catholiques en Acadie à partir des années 1950. 

## Présentation
Le Silence évoque les agressions sexuelles de prêtres catholiques perpétrées pendant des décennies en Acadie au Canada. De nombreux prêtres comme Camille Léger à Cap-Pelé, Lévi Noël à Bathurst ou encore Yvon Arsenault ont agressé des centaines d'enfants. Des victimes de ces prêtres pédophiles décident de rompre le silence et s'expriment dans ce documentaire,.
Pour la réalisatrice Renée Blanchar le film est la preuve  de l’« institutionnalisation du silence au sein de l’Église catholique », cette dernière connaissait la réalité des violences sexuelles des prêtres envers les enfants. Ainsi le père Lévi Noël a été déplacé de paroisse en paroisse de 1958 à 1981, sans être jamais mis en cause judiciairement. L'archevêque Valéry Vienneau de l'archidiocèse de Moncton au Nouveau-Brunswick a refusé de s'exprimer dans le documentaire préférant garder le silence.
À partir de novembre 2021, le documentaire est proposé en accès libre sur le site de l'Office national du film du Canada.

## Récompenses
- Novembre 2020 : Prix La vague Léonard-Forest de la meilleure œuvre acadienne moyen ou long métrage lors du 34e Festival international du cinéma francophone en Acadie[6].
- Mai 2021 : Prix meilleur film franco-canadien lors du Rendez-vous Québec Cinéma 2021[6].